# Agüera del Coto
Agüera del Coto (en asturiano y oficialmente Auguera) es una aldea y una parroquia del concejo de Cangas del Narcea, en el Principado de Asturias (España). Alberga una población de 87 habitantes (INE 2023) en 38 viviendas. Ocupa una extensión de 9,04 km².
Está situada en la zona central del concejo, a 11 km de la capital, Cangas del Narcea. Limita al norte con la parroquia de Coto/Abanceña; al noreste, con la de Bergame; al sureste, con la de Cibuyo; al sur, con la de Larna; y al oeste, con la de Vegalagar.

## Localidades
Según el nomenclátor de 2023, la parroquia está formada por las siguientes localidades:
- Agüera del Coto (oficialmente, en asturiano, Auguera)[2] (aldea): 32 habitantes.
- Ciella (Cieḷḷa) (casería): 0 habitantes.
- Luberio (Ḷḷuberiu) (aldea): 18 habitantes.
- Los Llanos (Los Chanos) (aldea): 16 habitantes.
- Peñas (Penas) (aldea): 6 habitantes.
- Rato (Ratu) (aldea): 5 habitantes.
- Santiago de Peñas (Santiagu) (aldea): 10 habitantes.